# Буське Миколаївське братство
Буське Миколаївське братство — національно-релігійна громадська організація православних руських (українських) шляхтичів та міщан Буську з середини XVI до початку XVII ст.

## Історія
Перша документальна джерельна згадка про церкву в Буську датується 1500 роком і походить з «Актів ґродських і земських». В судовій справі свідчив буський священик микулинський. Тоді в місті існувала одна, щонайменше, церква Св. Миколи. Виникла вона щонайпізніше у XV ст. Пізніше, впродовж всього XVI ст. церква виступає в податкових реєстрах за 1507, 1531—1538, 1540, 1541—1542, 1564—1580 роки.
1594 року в документах відзначене, як здавна існуюче, братство при парохії Св. Миколи в Буську. на думку дослідників могло утворитися у 1560-х або 1570-х роках. Серед його почесних членів були відомі релігійні і освітні діячі: волинський чашник Лаврентій Древинський, Ігнатій з Острога, Васько з Гологір, рід Глинінів. Троє з п'яти відомих ювелірів Буська XVI—XVII ст. — Грицько, Дасько і Олександр були ще й одними з найактивніших членів Миколаївського братства.
Церкви Буська, разом з всією Холмсько-Белзькою єпархією, прийняли унію 1596 року. Втім братство збереглося, активно причалося уніатом. Деякий час діяла братська школа, де викладалося давньоукраїнською мовою. У зв'язку з тим, що друковані книги були дуже дорогими, вчителі братської школи займалися їх переписуванням. Збереглася книга «Соборник квітконосний», переписана вчителем Буської школи Яковом Чайкою, родом з села Гаїв.
В 1620-х роках Буське Миколаївське братство перейшло в унію.